# إمبو داس آرتس
إمبو داس آرتس هي مدينة، وبلدية في البرازيل، تتبع ساو باولو، بلغ عدد سكانها 207٬663  نسمة، في 2000، تبلغ مساحتها 70٫079 كيلومتر مربع.

## الموقع
تشترك في الحدود مع:
- كوتيا
- ساو باولو
- إتابيسيريكا دا سيرا.

## مدن توأم
المدن التوأم:
- هينو  [لغات أخرى]‏.